# Pearson VUE
Pearson VUE mit Hauptsitz in Bloomington (Minnesota), ist ein US-amerikanischer Anbieter von computerbasierten Tests und Partner von Testcentern für Zertifikate in den Bereichen
- Informationstechnik
- Schule und Studium
- Finanzdienstleistung
- Assessments für Einrichtungen der US-Regierung
- Gesundheitsfürsorge
- Militär
- Tests für staatliche Genehmigungs- und Aufsichtsbehörden, vor allem in den USA[1].

Das Tochterunternehmen der britischen Pearson PLC wurde 1994 von Clarke Porter, Steve Nordberg und Kirk Lundeen unter dem Namen Virtual University Enterprises (VUE) gegründet. Das Unternehmen ist in über 100 Ländern vertreten und hat mehr als 5.000 autorisierte Testcenter. Im Jahr 2012 übernahm Pearson VUE den Testanbieter Certiport, wo in mehr als 14.000 Testcentern weltweit IT-Zertifikate erworben werden können. Präsident ist Robert D. Whelan.
Mögliche IT-Zertifikate, die man bei Pearson VUE erwerben kann, sind zum Beispiel vom Linux Professional Institute, Microsoft, Adobe, HP oder Cisco.